# Konrad von Bussnang
Konrad von Bussnang († 20. Dezember 1239) war von 1226 bis 1239 Abt des Klosters St. Gallen. Er entstammte dem thurgauischen Freiherrengeschlecht von Bussnang. Urkundlich nachweisbar ist er erstmals 1221 als Propst.

## Wirken
Konrad wurde von den St. Galler Konventualen unmittelbar nach dem Eintreffen der Nachricht vom Tod des Abtes Rudolf von Güttingen (1226 in Rom) zum neuen Abt gewählt. Das rasche Wahlprozedere sollte einer Einmischung durch den Dienstadel vorbeugen. Abt Konrad liess seine Wahl durch König Heinrich VII. in Überlingen bestätigen. Für 600 Mark erwarb er das Pfandrecht über die Vogtei des Klosters, womit er verhindern wollte, dass Graf Hartmann von Kyburg Teile davon aufkaufe. Seine Amtstätigkeit war darauf ausgerichtet, die Schulden aus der Regierungszeit seines Vorgängers, Rudolf von Güttingen, abzubauen. Er setzte eine Extrasteuer durch, mit der die Gläubiger, ein Konsortium italienischer Kaufleute, zufriedengestellt werden konnten.
Als treuer Anhänger der Staufer wurde er nach 1228 zu einem der wichtigsten Berater König Heinrichs VII., der ihm als Dank am 18. August 1229 einen Hof bei Kriessern schenkte. Er nahm an der Reichsversammlung in Worms im Frühjahr 1231 teil, auf der unter anderem das sogenannte Statutum in favorem principum erlassen wurde. Die loyalen Bande brachen, als sich Heinrich VII. gegen Kaiser Friedrich II. stellte. Fortan gehörte Abt Konrad der kaisertreuen Partei an. Als Dank dafür unterstützte der Kaiser Konrads Prätentionen als Erbe Friedrichs von Toggenburg. Weil dieser von seinem Bruder Diethelm II. von Toggenburg getötet worden war, übertrugen dessen Eltern den Besitz der Toggenburg und die Stadt Wil an den St. Galler Abt. Es entbrannte ein jahrelanger Streit um das Toggenburger Erbe, der 1236 auf Geheiss Kaiser Friedrichs II. zugunsten des Abtes entschieden wurde.
Konrad von Bussnang unterhielt einen aufwendigen Hofstaat, der zusammen mit seinen kriegerischen Unternehmungen gegen Graf Diethelm II. von Toggenburg viel Geld verschlang. Die notwendigen Mittel trieb er bei seinen Untertanen ein. Als sich unzufriedene Bürger St. Gallens mit den Appenzellern in einer Einung verbinden wollten, liess er die Häuser von fünfzehn Bürgern niederreissen. Dank dieser kompromisslosen Abgabenpolitik sowie dank einer geschickten Erwerbspolitik, die am 5. Mai 1234 durch eine päpstliche Urkunde rechtlich abgesichert wurde, blieb die Abtei am Ende seiner Regierungszeit schuldenfrei. Abt Konrad starb am 20. Dezember 1239 und wurde im Kloster Salem beigesetzt.